# 北上町十三浜
北上町十三浜（きたかみちょう じゅうさんはま）は、宮城県石巻市にある大字であり、旧本吉郡追波浜・月浜・吉浜・立神浜・長塩谷浜・白浜・小室浜・大室浜・小泊浜・相川浜・小指浜・大指浜・小滝浜、旧本吉郡十三浜、旧本吉郡十三浜村、旧桃生郡北上村十三浜、旧桃生郡北上町十三浜に相当する。追波地区を中心に古くは館崎村ないし舘ヶ崎村と記されたこともあった。
郵便番号は987-1101。2024年（令和6年）2月時点では住居表示未実施。石巻市の住民基本台帳によると、2024年6月末での人口は886人、世帯数は356世帯である。にっこり地区に北上総合支所をはじめとした公共施設が集積しており、旧北上町域の中核をなす。

## 地理
北上町十三浜は石巻市の北東部、北上地域の北部に位置し、北は本吉郡南三陸町戸倉と、西部で北上町女川と、南西部で釜谷と接し、東部および南部で太平洋追波湾にのぞむ地である。
十三浜は、その名の通り、追波浜、月浜、吉浜、立神浜、長塩谷浜、白浜、小室浜、大室浜、小泊浜、相川浜、小指浜、大指浜、小滝浜の計13の小漁村からできている。このうち、追波浜、月浜、吉浜はまとめて三ヶ浜とも呼称され、立神浜、長塩谷浜、白浜、小室浜、大室浜、小泊浜、相川浜、小指浜、大指浜、小滝浜はまとめて十ヶ浜とも呼称される。

### 山林・峠
- 大盤峠[10]

### 河川
- 北上川[11]

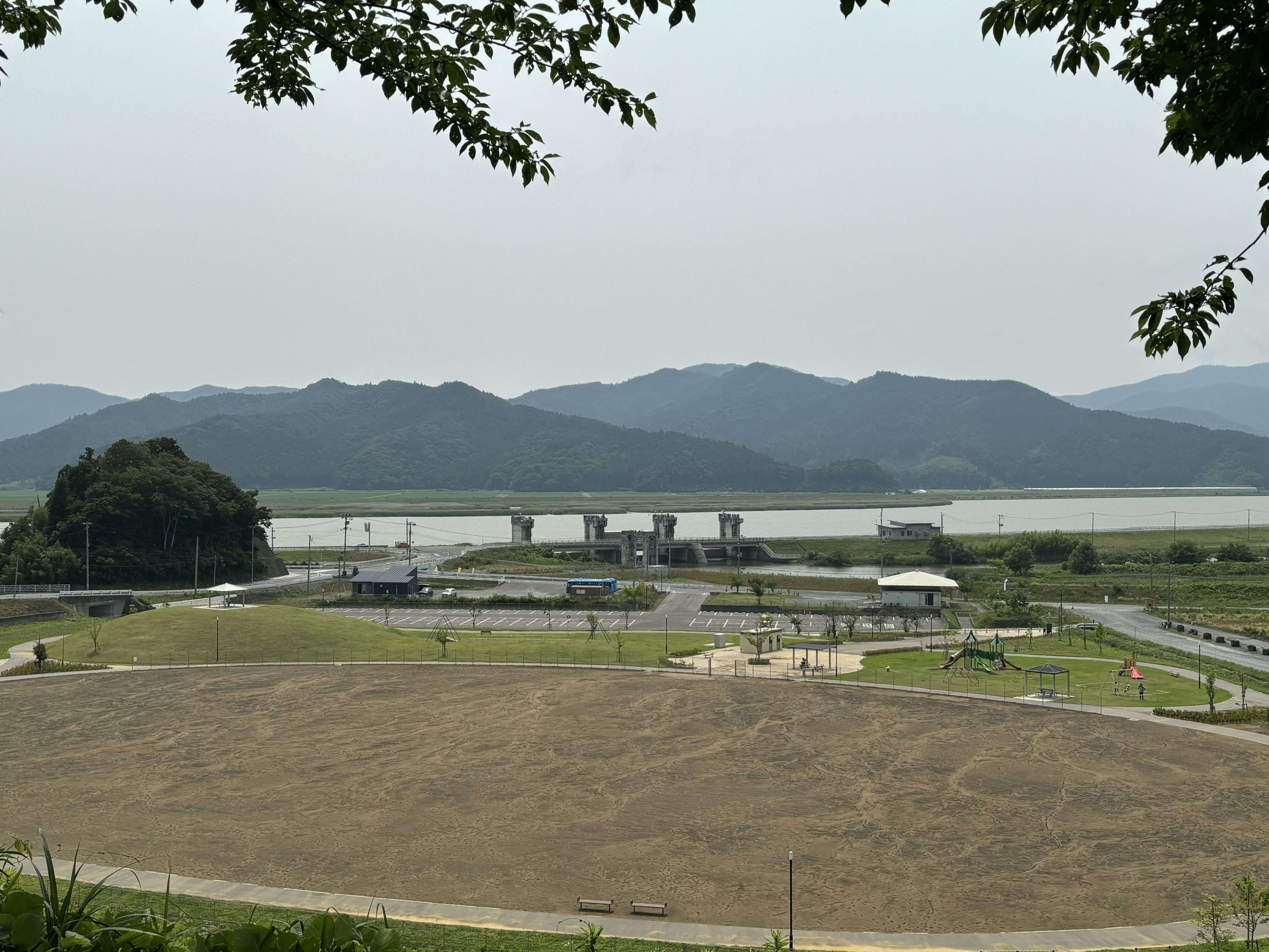
北上町十三浜の景観。画像中央部に見えるのが月浜第二水門。

- 追波沢川 - 長さ2,885m[11]。月浜第二水門で大沢川と合流して北上川に注ぐ[11]。
- 大沢川 - 三ヶ浜地区南部を流れる[12]。月浜第二水門で追波沢川も合流し、北上川に注ぐ[11]。
- 皿貝川 - 長さ10,526m[11]。
- 相川沢川 - 長さ1,350m[11]。
- 吉浜沢川[13]
- 平呂木沢[14]

### 島
- 鞍掛島 - 大指海岸の近くの島でウミネコ、ゴイサギの繁殖地[15]。
- 松島 - 大指海岸の近くの島でウミネコ、ゴイサギの繁殖地[15]。
- 双子島 - ウミネコ、ウトウ、ケイマフリ、白セキレイ、アマツバメの繁殖地[15]。
- 蹄島[15]
- 黒島
- かもめ島

### 小字
小字は以下の通り。原則として、デジタル庁公表の宮城県町字マスターデータセット（2024年8月13日時点）、運輸局公表の東北運輸局宮城運輸支局住所コード表（2024年11月1日時点）を基に作成した。
| 町字ID | 小字     | 読み               |
| ------ | -------- | ------------------ |
| 180101 | 字相川   | あざあいかわ       |
| 180102 | 字下山   | あざしもやま       |
| 180103 | 字下大平 | あざしもおおだいら |
| 180104 | 字丸山   | あざまるやま       |
| 180105 | 字吉浜   | あざよしはま       |
| 180106 | 字吉浜前 | あざよしはままえ   |
| 180107 | 字月浜   | あざつきはま       |
| 180108 | 字月浜前 | あざつきはままえ   |
| 180109 | 字原     | あざはら           |
| 180110 | 字狐谷地 | あざきつねやち     |
| 180111 | 字江川   | あざえがわ         |
| 180112 | 字祭田   | あざたつりだ       |
| 180113 | 字崎山   | あざさきやま       |
| 180114 | 字山居   | あざさんきょ       |
| 180115 | 字小指   | あざこざし         |
| 180116 | 字小室   | あざこむろ         |
| 180117 | 字小滝   | あざこたき         |
| 180118 | 字小田   | あざこだ           |
| 180119 | 字小泊   | あざこどまり       |
| 180120 | 字松ノ坂 | あざまつのさか     |
| 180121 | 字菖蒲田 | あざしょうぶだ     |
| 180122 | 字上ノ山 | あざかみのやま     |
| 180123 | 字上大平 | あざかみおおだいら |
| 180124 | 字畳石   | あざたたみいし     |
| 180125 | 字石生   | あざいしおい       |
| 180126 | 字川中瀬 | あざかわなかせ     |
| 180127 | 字大指   | あざおおざし       |
| 180128 | 字大室   | あざおおむろ       |
| 180129 | 字滝入   | あざたきいり       |
| 180130 | 字猪の沢 | あざいのさわ       |
| 180131 | 字長塩谷 | あざながしおや     |
| 180132 | 字追場   | あざおいば         |
| 180133 | 字追波前 | あざおっぱまえ     |
| 180134 | 字追波入 | あざおっぱいり     |
| 180135 | 字壷穴   | あざつぼあな       |
| 180136 | 字島越   | あざしまこし       |
| 180137 | 字東田   | あざひがしだ       |
| 180138 | 字白浜   | あざしらはた       |
| 180139 | 字立神   | あざたてがみ       |
| 180140 | 字浪田   | あざなみた         |

#### 明治期の小字
宮城県各村字調書によると明治17,18年頃の十三浜の小字は以下の通りである。
- 追波浜
  - 小田
  - 狐谷地
  - 川中瀬
  - 菖蒲田
  - 追波前
  - 祭田
  - 追場
  - 原
- 吉浜
  - 島越
  - 吉浜
- 月浜
  - 東田
  - 月浜
- 立神浜
  - 立神
- 長塩谷浜
  - 長塩谷
- 白浜
  - 大平（おおだいら）
  - 白浜
  - 下山
- 小室浜
  - 上ノ山
  - 小室
- 大室浜
  - 大室
  - 猪沢
- 小泊浜
  - 小泊
- 相川浜
  - 崎山
  - 相川浜
  - 大平（おおひら）
- 小指浜
  - 浪田
  - 小指
- 大指浜
  - 山居
  - 大指
  - 松ノ阪
- 小滝浜
  - 石生
  - 小滝
  - 畳石

## 歴史
集落は豊臣秀吉が実施した検地や刀狩りといった施策が実施されるに伴って成立したといわれる。安永風土記によると、追波川河口に位置していた十三浜の地は、国防・公易上の観点から仙台藩の直轄地となっていた。そして、追波の地の丘の上に館があったことから、十三浜村は館崎村と称されていたこともあったとされる。
十三浜は、近世、本吉郡に所属しており、中奥の郡奉行配下、本吉郡横山の代官所の支配を受け、本吉郡南方の大肝入の管轄に属していた。本吉郡南方の大肝入には佐々木、大森、今野、阿部といった家の者が任命された。
安永風土記によると1774年（安永3年）時点で十三浜村は、人口2,234人（うち男1,188人、女1,046人）、429世帯、馬数347、船数268を擁する村であったと記されている。
江戸期、十三浜には百姓や家中という身分を持つ傍ら、商売や物作りをする職人がいた。相川浜や長塩谷浜、立神浜には塩煮とよばれる塩を作る職人がいたとされる 。中でも相川浜における製塩は塩煮場2ヶ所、塩蔵2棟、製塩従事者38名と大規模なものであったとされる。相川浜での塩作りの由来は、1729年（享保14年）の大室浜佐々木家文書によると、親が持高少分なので塩煮を行っていたが、困窮により継続できなくなり、塩煮の権利を相川浜の者が買い取り、それを相続したことから、大室浜の百姓が相川浜で塩作りをし始めたということであるとされる。
寛政8年（1796年）6月、清国広東省新寧県漁の船が大室浜に漂流した。漁船は4月1日に出港して7日目に強風に遭ったとされる。知らせを受けた仙台藩は藩の儒者である志村時恭を派遣し、船員らは取り調べを受けた。取り調べの結果、船員は14名であること、船員の氏名と年齢、5月下旬に富士山を目撃したことなどがわかった。10月中旬、船員たちは十三浜から石巻へと送られたのち、長崎へと向かった。広東船が積んでいたものの一部は現代になっても残されている。船員たちを収容した客館近くの民家には、東日本大震災の津波により流されるまで、壺と絵皿が残されていたほか、大室浜の山神社には船材の一部が残されている。また、船材料の一部は机となって、登米市迫町佐沼の大念寺に残されている。

### 境界論争

#### 長面浜との境界論争
江戸期から北上川を挟んだ村々の境界論争は起きており、文化年間に三ヶ浜と対岸の釜谷浜との間で論争が発生したときは仙台藩によって北上川の中央を境界とする裁定が下され、間にあった中洲の中央に境界を示す18の塚が設置されていた。その後、そのうちの18番目の塚の位置をめぐって三ヶ浜と長面浜との対立が勃発し、文久期に改めて18番目の塚が設置され、そこから河口を見通した線を双方の境界とすることが確定されたという。しかし、1873年（明治6年）に水沢県・宮城県の官員が出張のうえで見分を行ったところ、かつて設定されていた見通しの境界線がずれていたことが判明し、三ヶ浜と長面浜との境界を、従来の境界線に基づいて定めるのか、本来の境界線に基づいて定めるのかで論争が発生した。
1874年（明治7年）に水沢県・宮城県の担当者によって作成された内済案によれば、この論争の発生原因の一つとして、北上川下流域における川様の変化が挙げられるとしている。
三ヶ浜側は「寄洲は19世紀になってから形成された新しいものであり、それ以前まで行われてきた自分たちの漁業権や寄洲の利用権を認めるべきだ」と主張し、長面浜は「寄洲は19世紀以前から長期にわたって存在しており、その位置関係からしても長面浜分とすることが適当だ」と主張した。争論は四年間続き、三ヶ浜・長面浜ともそれぞれ所持する過去の古文書や地誌を証拠として提示し、自らの主張の正当化を図った。
最終的に、1874年（明治7年）7月に水沢県・宮城県の担当者によって、条件付きで18番目の塚から河口を見通して北上川の中央を郡境（三ヶ浜と長面浜の境）とすることが確定した。なお、条件とは「寄洲における双方住民の所有地は従来通りとすること」「当該水域における漁業については納税と操業の旧慣を持つ三ヶ浜、特に追波浜の権利を認めること」「追波浜がサケ網を操業する際には、桃生郡側の川岸で網引きしても構わないこと」「長面浜など桃生郡の村々が当該水域で操業をしたいときには追波浜と直接示談を行い、入漁料を支払って操業を行うこと」を指す。

#### 神割崎をめぐる境界論争
江戸期、村の様子を書いた安永風土記には各村の東西南北の境界が記されており、その中で十三浜村の風土記には名石四ツとあり、釣シ石、建石、坊主石、神割石が記載されていた。神崎石に関しては
とあり、村境の記載は
となっている。反面、隣接する長清水浜の風土記には
とあり、村境の記載は
となっている。
明治期となり、曖昧になっていた神割崎の地の境界を確定させる必要が出てきた。しかし、幾度か、話し合いの場が設けられたにも関わらず、結論はなかなか出なかった。最終的に、1980年（昭和55年）から10年計画で始まる北上町国土調査事業の最終段階で境界を確定するということになり、1989年（平成元年）に北上町・志津川町の両町の職員、漁業関係者の立ち会いのもと、境界が確定された。

### 名称の由来
十三浜
十三浜の名称は追波浜、月浜、吉浜、立神浜、長塩谷浜、白浜、小室浜、大室浜、小泊浜、相川浜、小指浜、大指浜、小滝浜の計13の小漁村からできていることに由来する。
追波浜
追波の名称は1618年（元和4年）に伊達政宗が藩内北方の巡視をした際、当地に至り、現在の追波川の河口を望んで、
と詠んだことに由来する。
吉浜

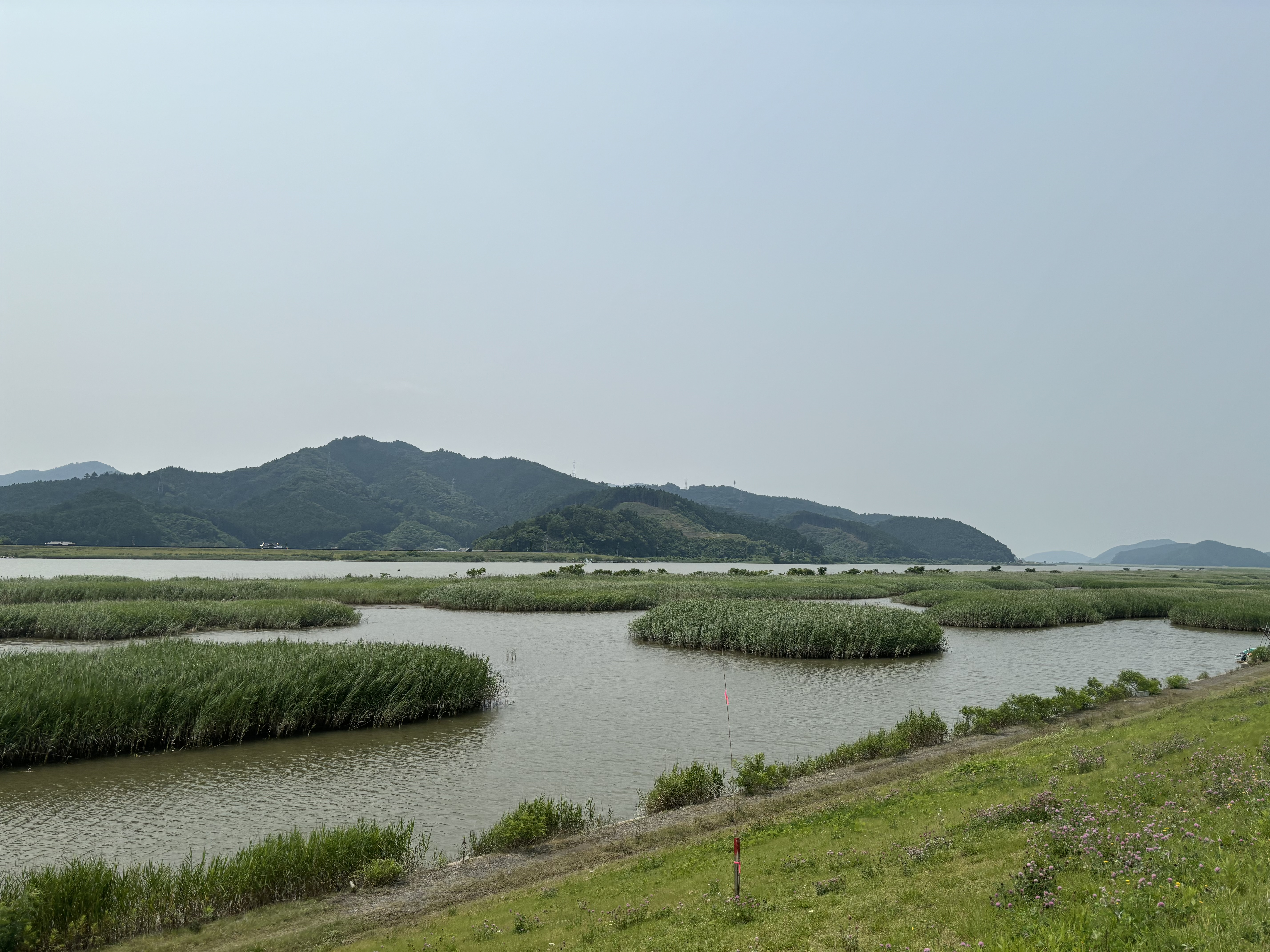
北上川のヨシ原

川村孫兵衞重吉が北上川の新川を鹿又と石巻の間に開鑿して以来、追波川の水量が減少し、河口に広大な砂州が現れ、従来の海岸に面していた現在の追波、吉浜、月浜などに当たる地域が北上川沿いの地となり、その後、吉浜にあたる地域に蘆（ヨシ）が多く茂ったので蘆浜と命名された。その後に蘆浜が吉浜と雅字に書き換えたことが吉浜の名称の由来である。
月浜
昔、月浜の地に砦を築いたことから築浜といったのを雅字である月浜に書き換えたことを由来とする。
小室浜・大室浜
真柏（俗称モロ）の大木が当地に生い茂っていたことから、室（モロが転訛）の名がおこり、大室・小室の地名となったとされる。
相川浜
相川の地名の由来は諸説ある。奥州藤原氏が栄えていたころから産金地として著名であった当地の金鉱が佐渡の相川を思わせるような優秀ぶりであったことから相川と命名されたという説と川の合流地点であったから相川と命名されたという説が存在する。
小滝浜
葛西氏がこの地を支配していたころ、武山十郎右衛門という者が桃生郡大川村長面の小滝から当地に移住してきたので、小滝と命名された。

## 沿革
※新暦導入以前（明治5年以前）の日付は和暦による旧暦で表記する。丸括弧内は西暦で、1581年以前はユリウス暦、1582年以降はグレゴリオ暦。
- 寛政8年（1796年）6月 - 中国広東省の船が大室浜の沖合に漂流[41]。
- 天保3年（1832年） - 三ヶ浜と釜谷浜との間で瀬場論争が発生する[9]。
- 明治元年12月7日（1869年1月19日） - 高崎藩大河内輝昭の支配下に置かれる[42][43]。
- 明治2年
  - 7月20日（1869年8月27日） - 桃生県の管轄となる[43]。
  - 8月13日（1869年9月18日） - 桃生県が石巻県に改称[43]。
- 明治3年9月28日（1870年10月22日） - 石巻県廃止[43]。登米県の管轄となる[43]。
- 明治4年
  - 11月2日（1871年12月13日） - 登米県廃止[43]。一関県の管轄となる[43]。
  - 12月13日（1872年1月22日） - 一関県が水沢県に改称[43]。
- 明治5年4月（1872年） - 大区小区制施行に伴い、水沢県第19大区2小区十三浜となる[44]。
- 1874年（明治7年）4月 - 水沢県第5大区7小区十三浜村となる[44]。
- 1875年（明治8年）
  - 11月22日 - 水沢県が磐井県に改称[43]。
- 1876年（明治9年）4月18日 - 磐井県が廃止[43]。宮城県の管轄となる[43]。
- 1889年（明治22年）4月1日 - 町村制施行に伴い、本吉郡十三浜村成立[44]。役所は白浜に置かれた[23]。
- 1896年（明治29年）6月15日 - 明治三陸地震が発生し、被災[45]。
- 1937年（昭和12年）3月6日 - 十三浜消防組発足[46]。
- 1939年（昭和14年）4月1日 - 十三浜警防団発足[46]。
- 1947年（昭和22年）8月1日 - 十三浜消防団発足[46]。
- 1960年（昭和35年）10月9日 - 集中豪雨が当地を襲い、長塩谷橋と相川橋が流失[47]。
- 1962年（昭和37年）4月1日 - 桃生郡北上村が町制を施行するに伴い、北上村十三浜が北上町十三浜となる[48]。
- 1965年（昭和40年） - 吉浜公民館と相川公民館が設置される[49]。
- 1966年（昭和41年）9月 - 豪雨で月浜と吉浜の集落が被害を受ける[50]。
- 1989年（平成元年） - 新相川橋、相川トンネル、小指トンネルが開通[51]。
- 1995年（平成7年） - 十三浜トンネルが開通[51]。
- 2005年（平成17年） - 北上町が石巻市、河南町、河北町、桃生町、雄勝町、牡鹿町と合併し、石巻市が成立。これに伴い十三浜は北上町十三浜となる[注 5]。
- 2006年（平成18年） - 石巻市役所北上総合支所が新築される[52]。
- 2011年（平成23年）3月11日 - 東北地方太平洋沖地震発生[53]。
- 2016年（平成28年）
  - 1月29日 - 防災集団移転促進事業の一環で字松ノ坂、字猪の沢、字上大平、字追場の各一部がそれぞれ、字浪田、字小泊、字長塩谷、字小田の各一部となる[54]。
  - 3月8日 - 石巻市復興まちづくり情報交流館北上館開館[55]。
- 2017年（平成29年）7月10日 - 新相川橋が再び開通[56]。
- 2018年（平成30年）
  - 2月11日 - 北上観光物産交流センター開設[57]。
  - 3月11日 - 東日本大震災北上地区慰霊碑が完成[58]。
  - 4月1日 - 相川地区コミュニティセンターが開館[59]。
- 2020年（令和2年）
  - 3月 - 石巻市復興まちづくり情報交流館北上館閉館[55]。
  - 3月19日 - 河北消防署北上出張所運用開始[60]
  - 4月1日 - 北上こども園が開所[60]。
  - 10月10日 - 北上にっこり地区拠点施設の完成式挙行[61]。
- 2022年（令和4年）4月1日 - 北上地区健康づくりパーク供用開始[62]。

## 人口
2024年（令和6年）6月末時点での域内の人口は以下の通りである。
| 小字   | 世帯数  | 男    | 女    | 計    |
| ------ | ------- | ----- | ----- | ----- |
| 相川   | 4世帯   | 3人   | 3人   | 6人   |
| 石生   | 14世帯  | 23人  | 22人  | 45人  |
| 猪の沢 | 5世帯   | 5人   | 6人   | 11人  |
| 大指   | 17世帯  | 16人  | 29人  | 45人  |
| 大室   | 34世帯  | 44人  | 40人  | 84人  |
| 上大平 | 22世帯  | 26人  | 24人  | 50人  |
| 上ノ山 | 22世帯  | 31人  | 26人  | 57人  |
| 小指   | 3世帯   | 3人   | 2人   | 5人   |
| 小田   | 79世帯  | 66人  | 73人  | 139人 |
| 小滝   | 20世帯  | 36人  | 38人  | 74人  |
| 小泊   | 18世帯  | 19人  | 25人  | 44人  |
| 小室   | 1世帯   | 0人   | 1人   | 1人   |
| 崎山   | 56世帯  | 73人  | 57人  | 130人 |
| 山居   | 4世帯   | 8人   | 2人   | 10人  |
| 島越   | 1世帯   | 0人   | 1人   | 1人   |
| 下山   | 1世帯   | 2人   | 1人   | 3人   |
| 菖蒲田 | 7世帯   | 14人  | 5人   | 19人  |
| 畳石   | 7世帯   | 8人   | 7人   | 15人  |
| 月浜   | 13世帯  | 16人  | 10人  | 26人  |
| 壺穴   | 1世帯   | 1人   | 0人   | 1人   |
| 長塩谷 | 7世帯   | 7人   | 6人   | 13人  |
| 浪田   | 17世帯  | 21人  | 15人  | 36人  |
| 東田   | 6世帯   | 4人   | 9人   | 13人  |
| 松ノ坂 | 13世帯  | 19人  | 28人  | 47人  |
| 祭田   | 1世帯   | 3人   | 2人   | 5人   |
| 吉浜   | 5世帯   | 5人   | 1人   | 6人   |
| 合計   | 356世帯 | 453人 | 433人 | 886人 |

## 施設
東日本大震災以降、北上町十三浜は石巻市北上地区復興応援隊設置事業に基づいて、施設の高台移転や団地の建設などが実施された。

### 北上にっこり地区
北上町にっこり団地

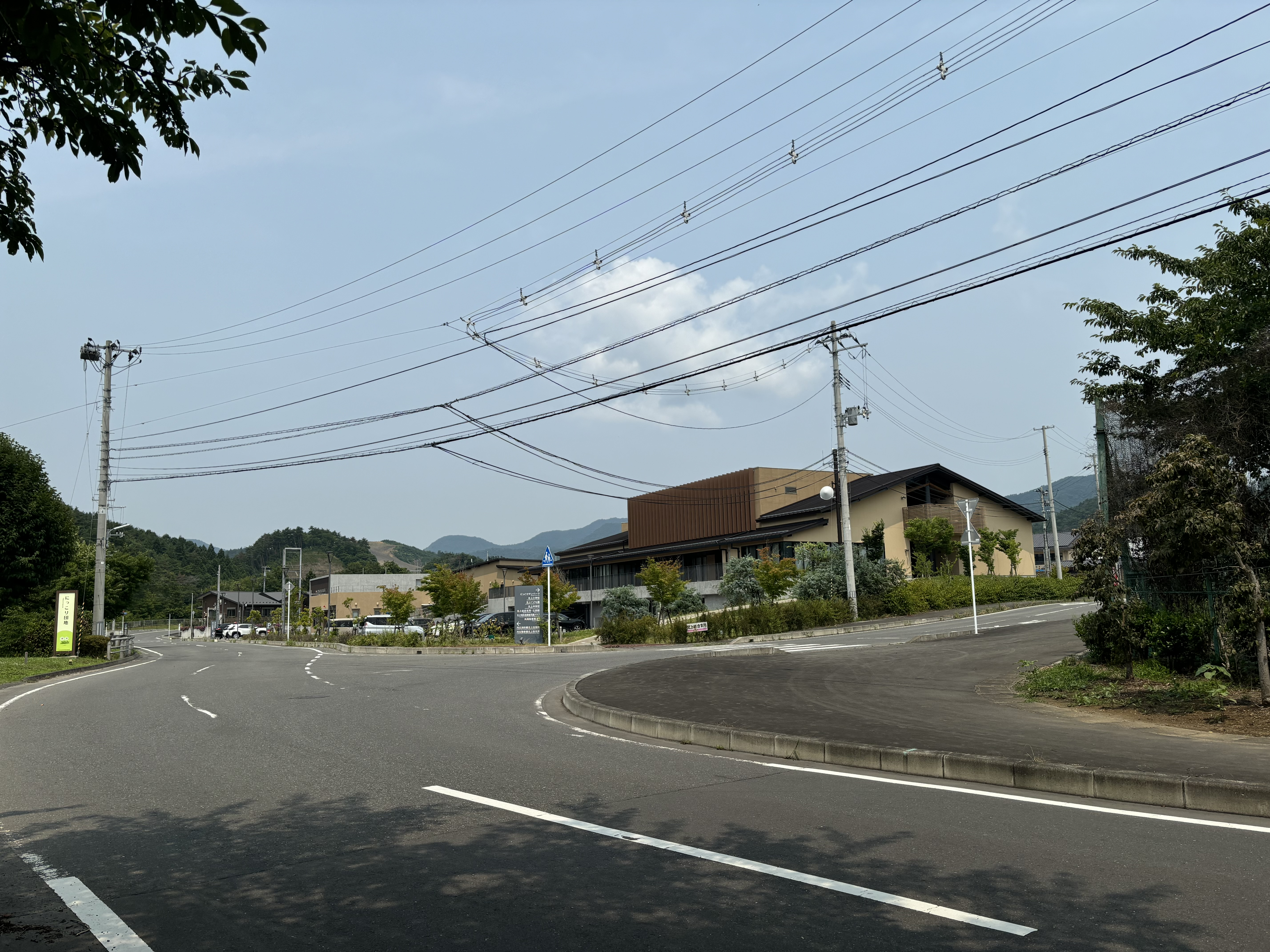
北上町十三浜にっこり地区。中央に見えるのが北上総合支所・北上公民館。

北上町にっこり団地は北上町に古くから残る自治の仕組みである契約講を「住民主体でのまちづくり」という形で継承した復興団地である。地域住民の意思を反映する仕組みとして2005年の広域合併時に定められた北上地域まちづくり委員会を再び立ち上げ、その下部組織として特定の課題に取り組むま
ちづくり分科会を設置し、地域住民自らが地域の運営に携わることができるシステムを立ち上げた。住宅地はにっこり北住宅団地とにっこり北復興公営団地、にっこり南復興公営団地にわかれている。
石巻市北上総合支所・北上公民館複合施設

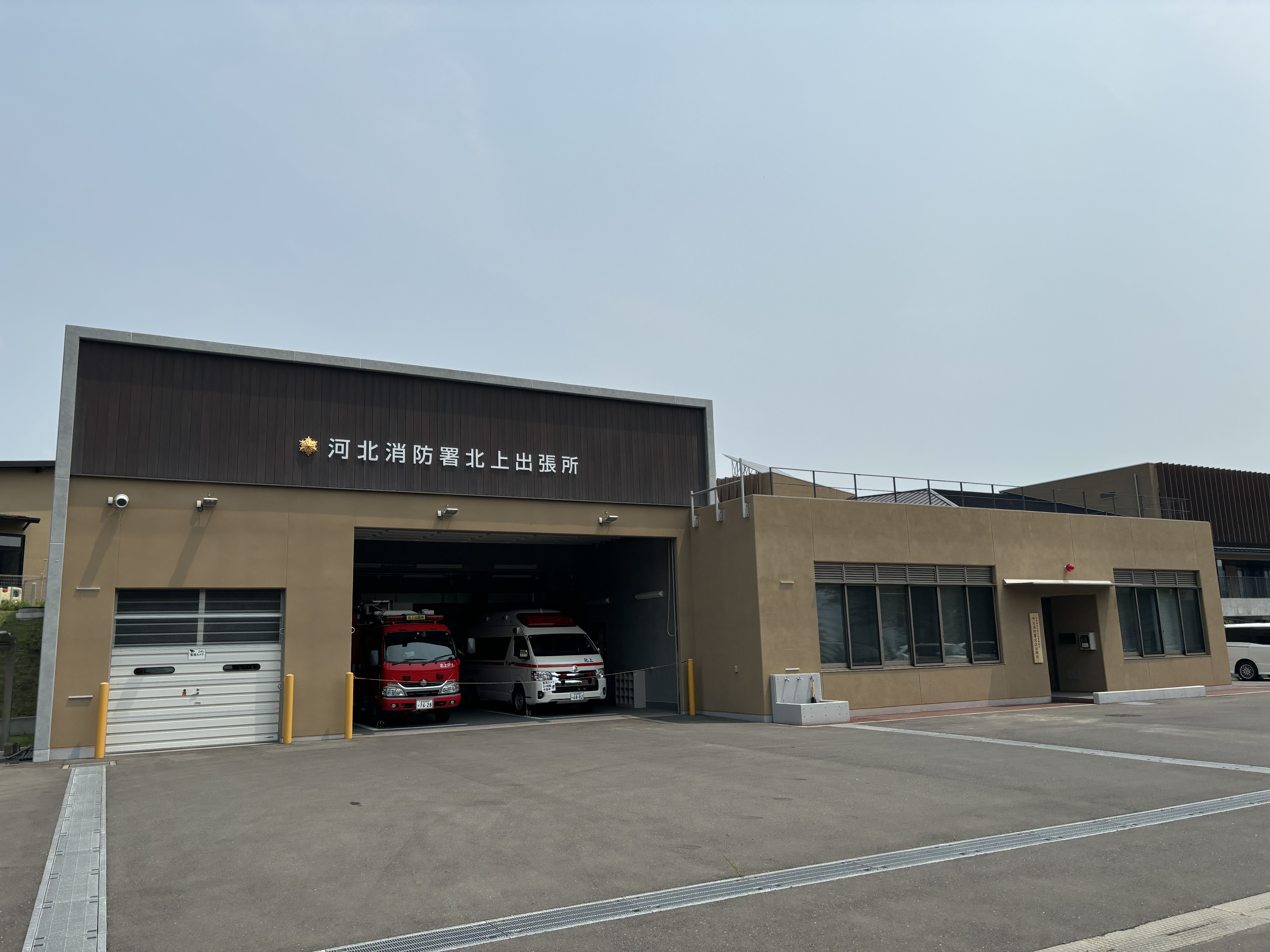
河北消防署北上出張所

北上町十三浜小田93-4に所在。石巻市北上総合支所と北上公民館を擁する施設である。東日本大震災で被災し全壊した旧北上総合支所庁舎に代わり、石巻市北上地区の行政を執行するために2022年3月に設置された。鉄骨造・一部鉄筋コンクリート造3階建ての施設で、敷地面積は8,564.55m2で建物面積は2,672.53m2（うち北上総合支所庁舎1,266.61m2、北上公民館1,405.92m2）である。
北上郵便局
北上町十三浜小田93-4に所在。現在の北上郵便局は東日本大震災で被災し局舎が全壊した北上郵便局が、2020年4月13日に移転再開したものである。移転前の住所は北上町十三浜月浜87－1であった。
石巻市立北上小学校
2013年4月1日に北上地区の3つの小学校（橋浦小学校・相川小学校・吉浜小学校）が合併してできた小学校で、2020年3月までは北上町橋浦に所在していた旧橋浦小学校の校舎を利用していたが、2020年4月に現在の新校舎に移った。校舎は鉄筋コンクリート造一部鉄骨造2階建てで校舎の延べ面積は約4,540m2である。

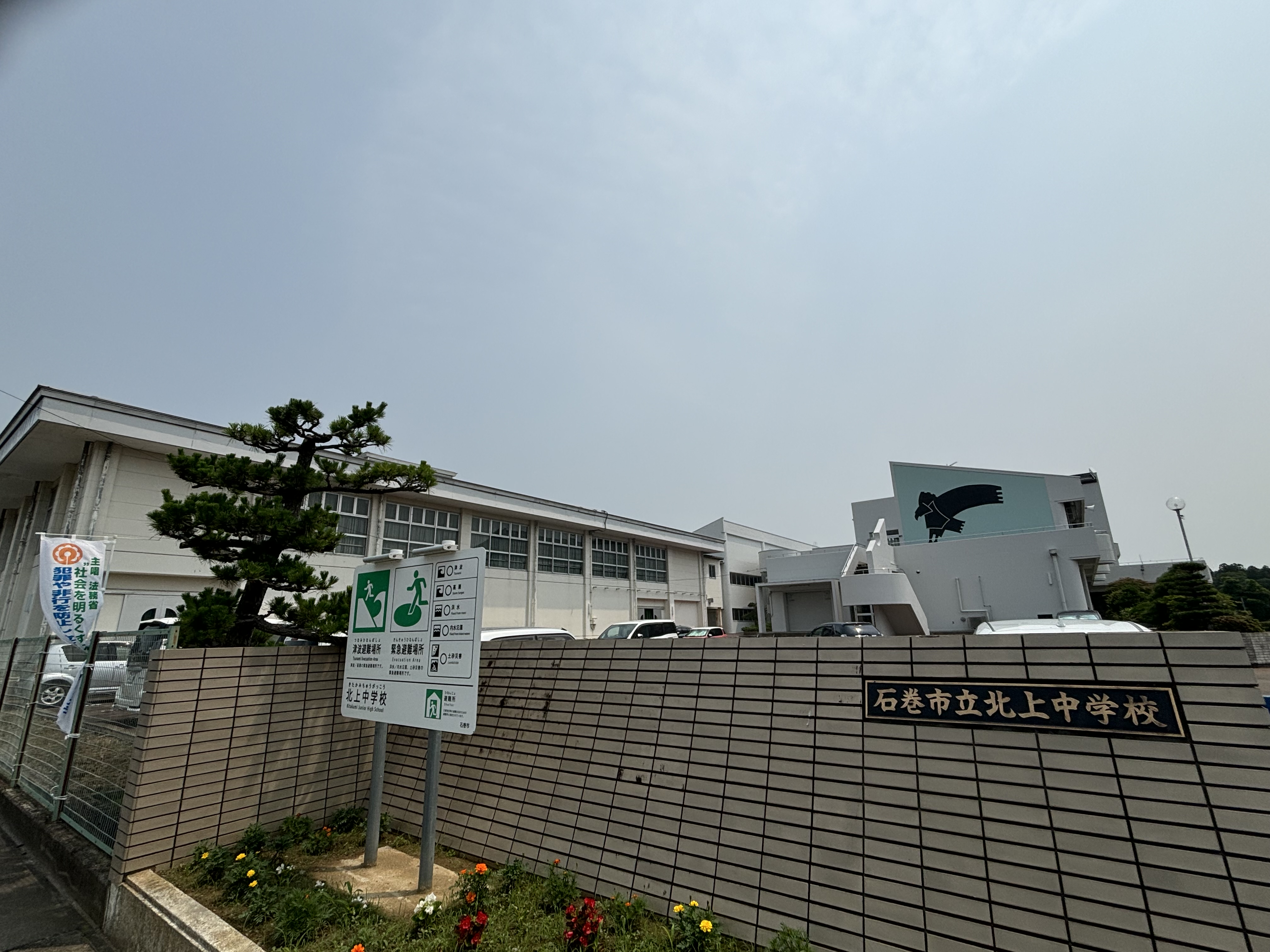
石巻市立北上中学校
北上町十三浜小田93-1に所在。
河北消防署北上出張所
北上町十三浜小田93-4に所在。流失した旧庁舎に代わり、2020年3月19日運用開始。庁舎は鉄筋コンクリート造・平屋建てで、敷地面積は1,332.32m2、延床面積は389.08m2となっている。
北上こども園
東日本大震災で被災した橋浦保育所を、津波などの自然災害に備え、高台に移転するとともに保育所と幼稚園の両方の機能を兼ね備えた認定こども園として整備し、2020年4月に開園。
にっこりサンパーク
北上町十三浜字小田93－4に所在。北上町第一次総合計画のもと、1985年に北上町総合運動公園として建設が開始され、1993年3月にはテニスコートが完成した。

### 三ヶ浜地区
石巻・川のビジターセンター
北上町十三浜字東田1に所在。2018年4月18日にオープンした施設で、三陸復興国立公園ビジターセンターとしての役割を担う。敷地面積は約4万8000m2で芝生広場、園路、森林、湿地などを整備しているほか、館内は地域の魚や昆虫、野鳥に関する展示が設置されている。
北上観光物産交流センター
北上町十三浜字東田1に所在。月に一回、旬の水産物や農産物の販売、店内商品の特売を行う物産市である「きたかみ月の市場」が催されている。
北上地区健康づくりパーク
被災低平地・河川敷の未利用地の活用および高齢者などの健康増進、世代間交流による一体感のある地域コミュニティ形成を図るため、パークゴルフもできる広場が整備されている。2022年4月1日にオープンした施設で、総面積は22,000m2、ゴルフのホール数は18となっている。
北上地区多目的広場
2022年4月1日にオープン。
にっこり商店
2021年10月20日に開店。もともとは、地元の水産卸会社であるカネキ水産の直売店であったが、地元住民からの品揃えの充実を望む声を受けて、魚や総菜をはじめとした食品やトイレットペーパーなどの日用品を販売開始した。

### 十ヶ浜地区
相川地区コミュニティセンター
北上町十三浜猪の沢44-1に所在。住民の交流の場、祭事やスポーツ振興の拠点として2018年4月1日に開所し、多目的ホール、会議室、調理室、図書スペースなどを備えている。木造・平屋建てで延床面積は330.72m2。指定管理者制度が導入されており、相川地区の住民組織による管理運営が行われている。
白浜ビーチパーク・白浜海水浴場
北上町十三浜白浜地内に所在。2019年4月1日にオープンした。利用料は無料で駐車場（171台）、トイレ、木製遊具、東屋、テーブルベンチ、洗い場、灰捨場、デイキャンプピクニックゾーン、AED、更衣室、屋外シャワーを備える。

## 交通

### 鉄道
域内に鉄道駅はない。

### 道路

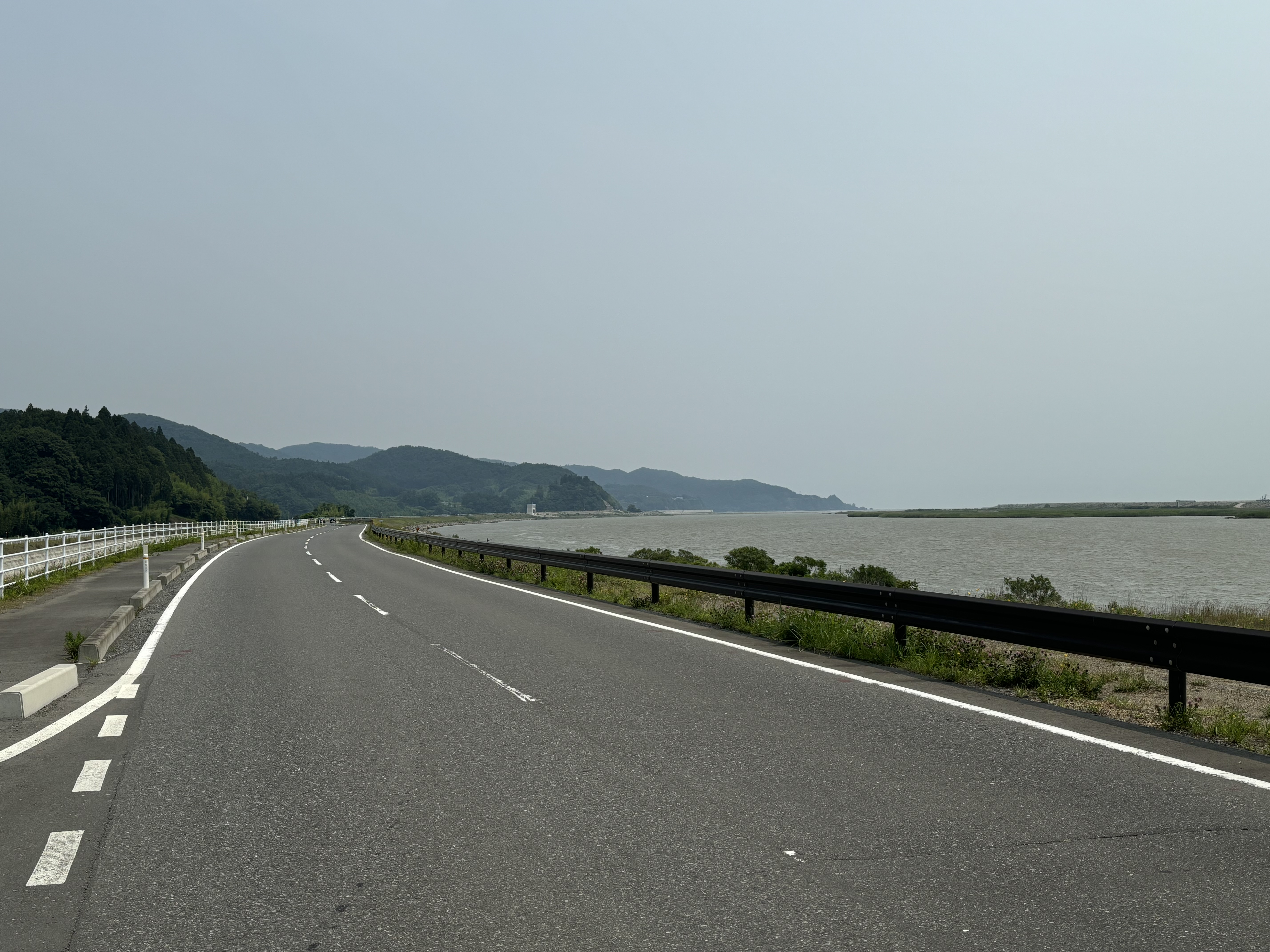
国道398号（北上町十三浜追波にて撮影）

一般国道
- 国道398号
  - 相川復興道路[84]

### バス
- 北上地区住民バス
  - 北上線 - 平日のみ運行[85]。

## 産業
橋浦地区の中心産業が農業であるのに対し、十三浜における中心産業は漁業である。十三浜の面している海洋は黒潮と親潮の接際部にあたり、暖流と寒流を回遊する三陸漁場であって、沿岸漁業ならびに近海遠洋漁業が盛んである。
1960年代中ごろから開始されたワカメ養殖を中心にコンブやホタテを組み合わせた養殖業が盛んである。そのほか、アワビ、シジミなどの海産物が特産品としてあげられる。

### 産業史
十三浜の北上川下流域はサケ漁が盛んな地であった。そのため、仙台藩は献上用・贈答用に大量かつ高品質のサケを御役鮭として、漁船一艘を単位に一定量徴収していた。このような御役鮭は17世紀前期、伊達政宗の治世のころから賦課されており、例えば1628年（寛永5年）の伊達政宗黒印状によれば、引網・流網でサケ漁を行った場合には船一艘に付き御役鮭5本ずつを納めることが義務づけられていた。御役鮭の納入は義務であったため、サケを漁獲したとしても御役鮭の納入が最優先とされ、それが納入されなければ、獲ったサケを領内外の市場に出すことはできなかった。納入された御役鮭は近隣の御仕込蔵・御仕込所において塩鮭へと加工され、仙台城や江戸の仙台藩邸へと送られた。十三浜の場合、寛永期は一艘に付き一律5本の御役鮭が、安永期は一艘に付き一律8本の御役鮭が課されており、時代とともに御役鮭の本数が変化していたことが明らかになっている。この御役鮭を上納するために、十三浜の北上川下流域（とくに三ヶ浜）の村々は釜谷浜をはじめとした近隣の村と瀬場を巡って激しい対立をしていた。
17世紀前半には地引網もしくは巻網を用いたイワシ網漁が十三浜において勃興した。しかし、イワシ網の操業は魚群が追波湾という狭い水界に入り込んできたタイミングを見計らって一斉に行われるため、近隣の村との対立が生じることが多々あった。
1778年（安永7年）にはマグロ大網が設置され、マグロ網漁が開始された。大指浜の瀬主が中心となって、十ヶ浜肝入などから資金援助を得て、三年間操業を行ったが、連年の不漁に見舞われ、資金繰りに行き詰まり、操業は停止され、その後およそ50年の間、マグロ大網が設置されることはなかった。しかし、1822年（文政22年）、大指浜の者が中心となって、追波浜の名士であった佐々木惣左衛門から60切の借金をし、大網を設置した。しかし、50年前と同様にマグロの不漁が連年続き、マグロ網漁は失敗に帰した。
大正期には追波前でタナゴ漁、立神浜や長塩谷浜の岸でアワビやウニが取れ、白浜の鎧崎で大ダコ、アワビ、ツノマタ漁が盛んであったとされる。しかし、1911年から昭和初期にかけて北上川の河川改修工事が行われるようになると、追波湾へ北上川の流量が増大し、これによって河口は年々追波湾にせり出し漁場も沖合に移っていった。そのため、追波湾の奥は土砂流入で浅くなり、漁場環境は悪化し、磯根漁業や養殖の生産能力は低下の一途を辿ることとなった。
戦後になり、1959年、ワカメ養殖が牡鹿郡女川町小乗浜から技術導入された。養殖ワカメは天然ワカメより成長が早く、波にも強いという利点があったため、各地で漁場開発が進み、普及していた。当初は垂下式養殖法で碇綱、桁ロープ以外はすべて縄でつり下げロープも縄であった。しかし、チリ地震による津波の被害を受け、施設は全壊し、しばらく休漁状態となったのちに、施設改良が進み、ワカメの落下や波に強い水平式養殖法が採用された。
1976年、ワカメ養殖に続き、十三浜漁協青年研究会が北海道の尾札部漁協から指導を受け、マコンブ養殖を開始する。追波湾の豊富な栄養塩のため、上質なものとなり、当時で養殖ワカメの二倍の収穫を桁一本であげることができた。

## 教育

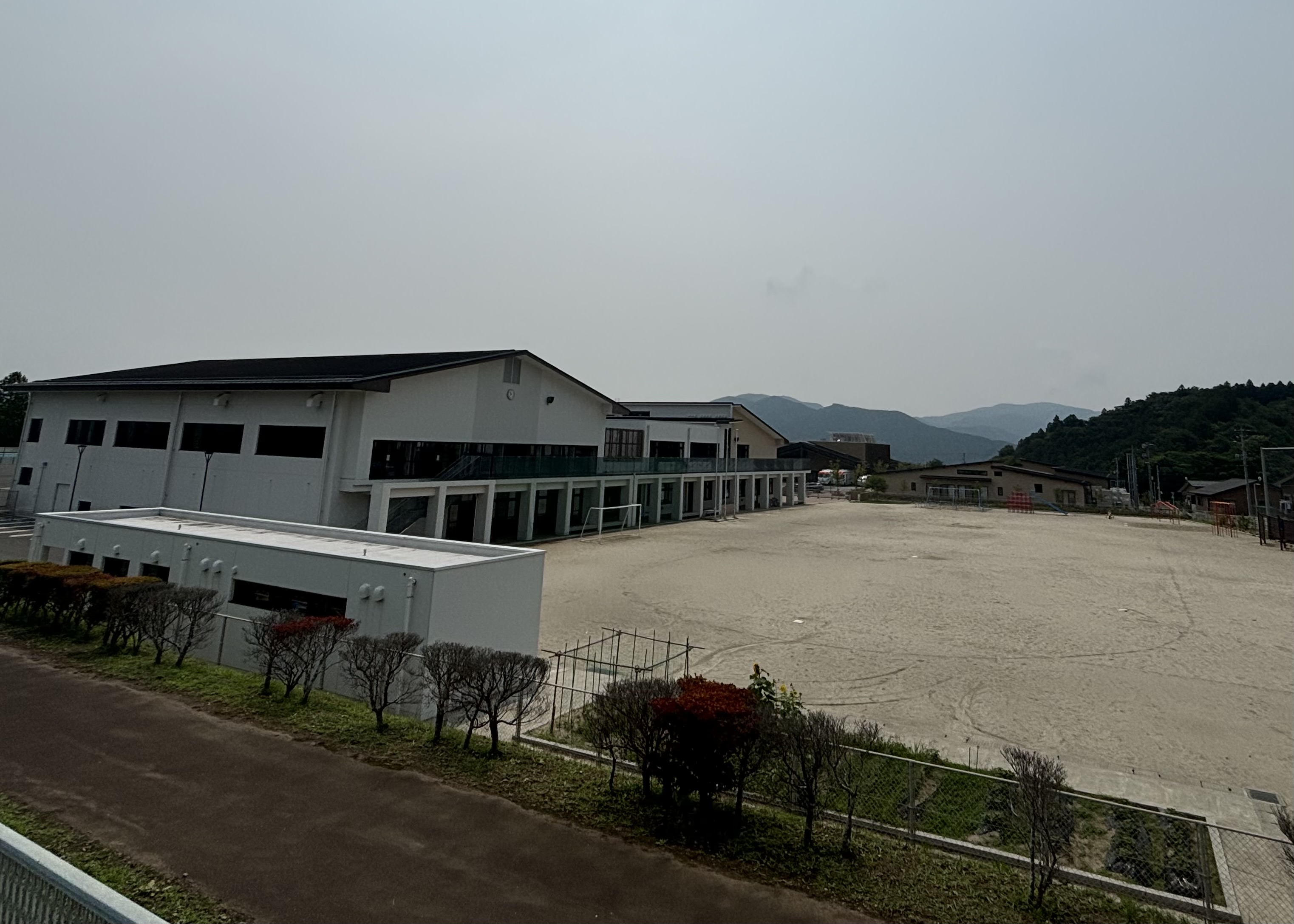
石巻市立北上小学校

### 小・中学校の学区
北上町十三浜の小・中学校の学区は以下の通りである。
| 町丁         | 字・番地 | 小学校             | 中学校             |
| ------------ | -------- | ------------------ | ------------------ |
| 北上町十三浜 | 全域     | 石巻市立北上小学校 | 石巻市立北上中学校 |

### 教育史
- 明治初期　- 追波、月浜、白浜の三ヶ所でそれそれ白石玄季、高橋要順、小笠原密山が寺子屋式の教育を行っていた[45][104][105]。
- 1873年（明治6年）10月 - 実法院に十ヶ浜小学校が設置される[105]。
- 1875年（明治8年）5月 - 追波、月浜、白浜に所在していた寺子屋を統合し、追波小学校が設置される[45]。
- 1877年（明治10年） - 追波小学校が吉浜小学校に改称[45]。また、白浜小学校設立[45]。
- 1879年（明治12年） - 十ヶ浜小学校が相川小学校に改称[105]。
- 1889年（明治22年） - 吉浜小学校が白浜小学校を吸収合併し、白浜小学校は白浜分教場となる[45]。
- 1890年（明治23年） - 教育勅語発布[45]。
- 1897年（明治30年） - 相川小学校が十三浜相川100番地に移転[105]。
- 1902年（明治35年） - 相川小学校大指分校が設立される[106]。
- 1905年（明治38年） - 吉浜小学校に充用していた江沢寺が焼失し、教育勅語謄本を失う[45]。
- 1941年（昭和16年） - 吉浜小学校が十三浜村吉浜国民学校と、相川小学校が十三浜相川国民学校と改称[107][108]。
- 1947年（昭和22年） - 学制改革により、十三浜吉浜国民学校が十三浜村立吉浜小学校に、十三浜相川国民学校が十三浜村立相川小学校になる[107][108]。また、十三浜村立吉浜中学校および十三浜村立相川中学校が新たに設置される[109]。
- 1949年（昭和24年） - 吉浜小学校を間借りしていた吉浜中学校が十三浜月浜88の2番地に移転し、十三浜村立月浜中学校と改称する[110]。
- 1951年（昭和26年）4月1日 - 農村部で働く青年教育機関として高校の設置を村長が誘致し、津波記念館を改造した校舎を利用して宮城県飯野川高等学校十三浜分校が設置される
- 1972年（昭和47年）5月1日 - 北上町立月浜中学校がへき地一級校に指定される[111]。
- 1978年（昭和53年）3月 - 北上町立吉浜小学校が十三浜東田50番地3に移転[105]。
- 2011年（平成23年）3月11日 - 石巻市立相川小学校、石巻市立吉浜小学校の校舎水没[105]。両校は石巻市立橋浦小学校を間借りして授業を再開[105]。
- 2013年
  - 4月1日 - 石巻市立相川小学校および石巻市立吉浜小学校が北上町橋浦に所在する石巻市立橋浦小学校と統合され、石巻市北上小学校が成立する[105][69]。
  - 旧石巻市立相川小学校および旧石巻市立吉浜小学校の校舎が取り壊される[105]。
- 2020年（令和2年）4月 - 石巻市立北上小学校が新築移転[69]。

## 文化財・史跡

### 有形
- 旧相川診療所 - 2012年（平成24年）8月13日に国の登録有形文化財に登録[112]。有限会社熊谷産業が所有する[112]。1961年に建設されて、2011年に改修された建物で、木造平屋建の診療所と同二階建の休憩所をＬ形に接続する[113]。外壁は下見板張で診療所はペンキ塗とし、屋根は切妻造のスレート葺である[113]。国土の歴史的景観に寄与しているとして国登録文化財に登録された[114]。
- 旧鈴木家住宅板倉 - 2024年3月6日に国登録文化財に登録[112]。有限会社熊谷産業が所有する[112]。1915年に米を蓄える米倉として造られたが、震災後、旧北上町役場跡地に移築されて、2023年現在はレストランとして活用されている[115]。旧鈴木家住宅板倉の屋根の妻飾りや置屋根の面戸板に施された細かな彫刻、柱を密に並べた板壁などが、大正時代の技術を伝える貴重な建築物として高く評価され、国登録文化財に登録された[115]。
- 旧佐々木家住宅板倉 - 2024年（令和6年）3月6日に国の登録有形文化財に登録[112]。有限会社熊谷産業が所有する[112]。
- 要害館跡 - 北上町十三浜崎山、相川地区の西部に所在[116] [117]。標高約80mの頂上部に構えられた山城である[117]。その面積は東西100m、南北300mで、南面が急峻、北面が緩やかな勾配となっており、この面に壇が広々と展開する[117]。この要害を本拠として小泊館や小指館などの支城が衛生状に相川湾の南北一帯に分布する[117]。要害館の館主は確かではないが、中世末期が全盛期であったということが考証されている[117]。防災集団移転の宅地調査の際に陶磁器片数点が出土した[116]。
- 小瀧城跡 - 小滝地区の山麓に所在[118]。北東に向かって防御を固めており、そこを通る陸路を意識していたということがうかがえる[119]。館主は武山七郎左衛門と伝えられている[118]。
- 木造十一面観音坐像 - 月浜地区の長観寺に所在[120]。室町時代初期（1400年代）に作られたもので、風土記御用書出によれば徳市菩薩作と伝えられている[120]。元々は吉浜地区の江沢寺の本尊であったが、明治期、火災のために江沢寺の本堂等の施設が焼失し、隣接集落である月浜の長観寺に移され、今に至る[120]。
- 木造聖観音立像 - 追波地区に所在[120]。室町時代に作られたもので峯館下の旧船宿に伝わった秘仏とされている[120]。
- 銅造釈迦誕生仏 - 月浜地区の長観寺に所在[121]。室町時代初期に作られたものである[121]。
- 木造延命地蔵立像 - 相川地区の地福寺に所在[121]。一木造で室町時代中期に作られたものである[121]。脇仏は木造聖徳太子像である[121]。
- 木造十一面観音坐像 - 小指地区の小指観音堂に所在[121]。一木造で室町時代に作られたもので、観音堂の本尊である[121]。彩色は剥げ、風化や虫害が見られるほか、十一面のうち一面は脱落している[121]。
- 脱衣婆像 - 小指地区の小指観音堂に所在[121]。一木造で鎌倉時代初期に作られたものである小指地区の小指観音堂に所在[121]。
- 御番所跡 - 追波地区に所在小指地区の小指観音堂に所在[122]。江戸時代、北上川口の取締り監視を司り、異国船渡来の監視所としても重要な任務を担っていた小指地区の小指観音堂に所在[122]。
- 高古屋城址 - 月浜の北面に立ちふさがる連峰のうち最も東寄りに位置する[123]。一段と高い独立形となった山の頂上部が高古屋城の跡で、堀切、竪堀、曲輪、帯郭などが築かれていた[124]。高さ100m、城郭の規模は仕大で、西は大盤峠の道より戸倉へ通じる道筋（往古の平泉への旧街道）にまたがり、 東西約300m、南北は500mにおよぶ[123]。樋爪季衡の居城であった伝えられている[123]。
- 丸山地蔵 - 追波の丸山の麓に所在[125]。寛政（1797年）に造られたもので高さは1.57mもある[125]
- 青島館 - 月浜に所在[126]。風土記によれば高 さ30間、南北35間、東西20間で館主と建築された年代は不詳と記されている[126]。湊を防御するために設置された山城で北側を道路が走り、大盤峠越えの道を押さえる位置にある[124]。
- 青島崎楯 - 北側を中心に小さい曲輪が連続し、南側は急坂断崖となっており、山頂には片土塁が築かれている[124]。
- 月浜古墳群 - 14基の古墳からなる古墳群で造営されたのは9世紀（平安時代）とされている[127]。形式は円墳であるが半円状に割石を積み上げた積石墳とも言える[127]。
- 長塩谷古墳 - 山腹部に所在し、3基の円墳からなっている[128]。伝承によれば、文覚上人の姉の墓とされており、これに触わると死に至るとか不吉が起こるとして住民らから畏怖されて来た[128]。太平洋戦争中には、小笠原子爵家から「小笠原家の先祖の姫君の墓が長塩谷にあり、そこには家宝の刃が埋まっている」との書簡があり、古記録の写しも添えてあったが、村人は後難を恐れ、誰一人としてこの古墳を掘るものはいなかったという[128]。

### 無形
- 相川南部神楽 - 1982年8月1日に市指定無形民俗文化財に指定された[112][129]。
- 長塩谷南部神楽 - 1982年8月1日に市指定無形民俗文化財に指定された[112][129]。
- 大室南部神楽 - 1982年8月1日に市指定無形民俗文化財に指定された[112][129]。
- 相川法印神楽 - 本吉郡神楽として、戸倉より伝わったことを由来とする古典的な山伏神楽で、衰微の一途をたどる[129]。

## 宗教

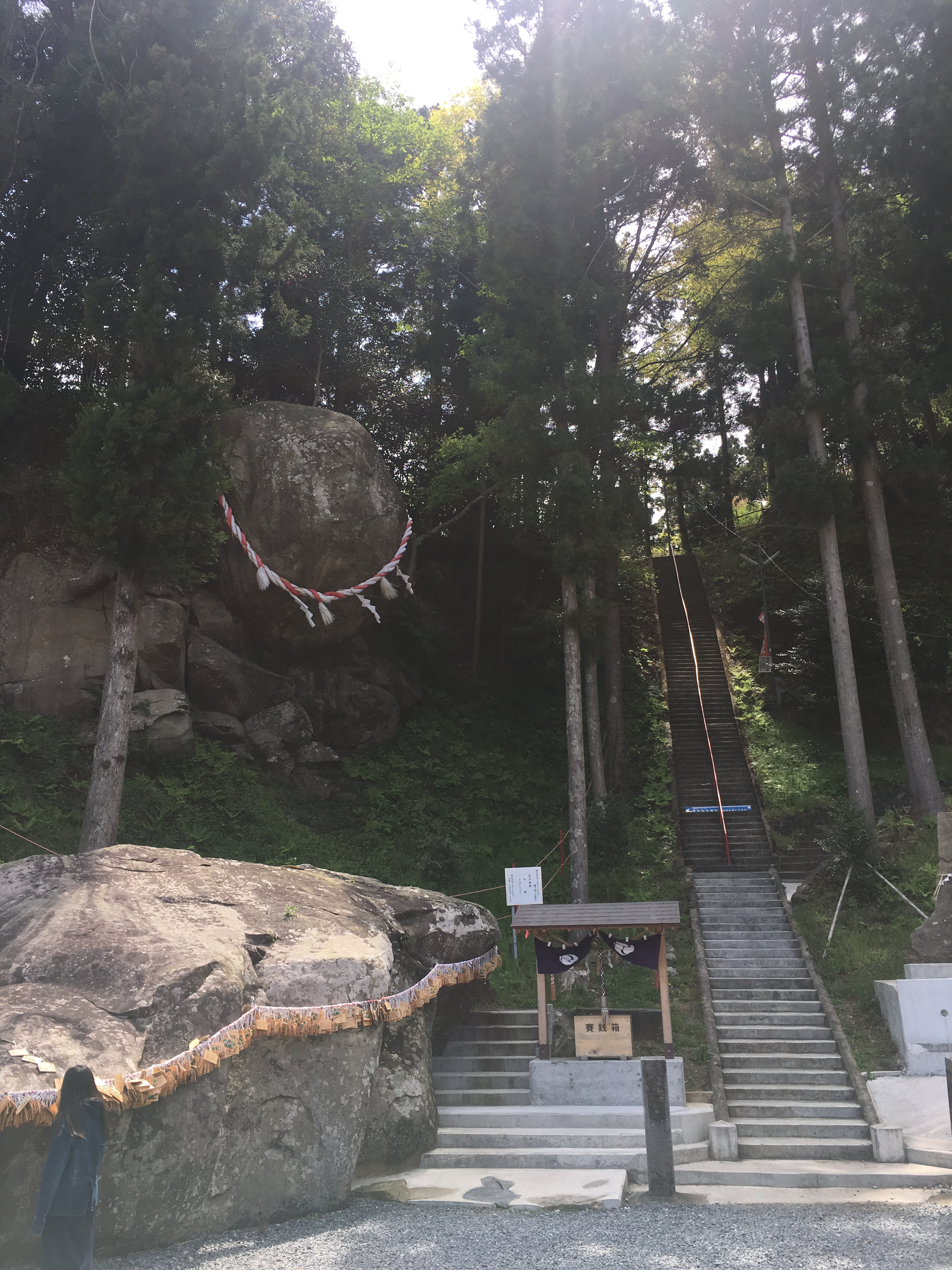
釣石神社

### 寺社仏閣
- 釣石神社 - 追波に所在する神社で祭神は天児屋命で社格は旧村社[130][6]。勧請の年月は不明であるが、封内風土記などに記載されているとおり、往古より存在している神社であるとされる[130]。国有林鷹ノ巣山のうち産土沢と称する山上に祀られていたが、1618年（元和4年）に現在地へと遷宮した[6]。古城峯館の東端に位置しており、旧御番所は境内にある[130]。祭日は旧暦9月9日[131][6]。宮城県沖地震や東日本大震災にも耐えた「落ちそうで落ちない巨石」が境内にあるため、受験の合格祈願として人気が上がっており、参拝客が多い[6][132][133]。
- 熊野神社（相川） - 古くは熊野権現と称していたが、明治期に神仏分離令が出されてから熊野神社と称するようになった[134]。
- 深明山長観寺 - 月浜の東田に所在[135]。曹洞宗の寺院である[135]。
- 地福寺 - 相川浜に所在[135]。曹洞宗の寺院である[135]。
- 山神社 - 大室浜に所在[25]。寛政8年6月に漂流してきた広東船の船材の一部が奉納されている[25]。

### 信仰
おこない様
おこない様とは、北上町十三浜のうち、小泊浜、小室浜、小指浜にかけた地域で信仰されている包頭形の竹製人形の一種で、一対から二対あり、大きさは32~35cmほどである。平常は箱に納めて神棚に祭るが、元旦の朝になると下して、箱を立て、飾りや供え物をし、家内中で拝む。飾るときには、新しい赤い布もしくは絹の衣装をきせる。
かまど神
往古、新築のかま柱に家の入口に向け、土製の面のかまど神をとりつけ、悪魔、病魔に睨みをきかせ、その退散を願っていたことを由来とする。江戸期はかなりの家々でかまど神が祭られていたが、現在は新築の家が増え、多くが消失した。家内安全の神として台所の荒神棚に三宝荒神と合祀することもあった。土製の面の目や歯には鮑貝や硝子を使うことが多い。

## 災害

### 東日本大震災以前の大災害
明治三陸地震
1896年（明治29年）6月15日午後8時過ぎ、三陸沖で地震が発生し、三陸沿岸で大津波が押し寄せた。大指浜で5.43m、小指浜で5.86m、相川浜で6.00m、小泊浜で6.10m、大室浜で4.40m、小室浜で4.60m、長塩谷浜で3.81m、立神浜で4.63mの津波を計測した。なお、1896年（明治29年）7月4日付の奥羽日日新聞によると最も被害が甚大だったのは相川浜であったとされる。実際、相川浜では人口の42%が死亡し、家屋の98%が被害を受けた。
被災後、相川浜に相川仮病院が臨時で設置され、宮城病院の佐藤熊之助が院務を担当した。来院する者は、地震で怪我を負った者、津波で汚水が混じった井戸水を飲み胃腸を病んだ者、伝染病に罹った者など多様であった。病院は相川の一民家に設置され、6月18日から7月9日までの19日間開院していた。
1896年7月3日時点での人的・物的被害は以下の通りである。
| 集落     | 流失戸数 | 潰家戸数 | 半潰戸数 | 浸水戸数 | 総被害戸数 | 従来の戸数 | 家屋被害割合 | 死亡者 | 死亡率 | 重傷 | 軽傷 | 被害総人口 | 被害前人口 |
| -------- | -------- | -------- | -------- | -------- | ---------- | ---------- | ------------ | ------ | ------ | ---- | ---- | ---------- | ---------- |
| 相川浜   | 37       | 0        | 5        | 0        | 42         | 43         | 98%          | 158    | 42%    | 6    | 27   | 191        | 376        |
| 大指浜   | 9        | 0        | 1        | 1        | 11         | 17         | 65%          | 13     | 9.3%   | 4    | 11   | 28         | 139        |
| 小指浜   | 10       | 0        | 1        | 2        | 13         | 15         | 87%          | 23     | 20%    | 2    | 15   | 39         | 114        |
| 小室浜   | 0        | 0        | 2        | 3        | 5          | 14         | 36%          | 0      | 0%     | 0    | 0    | 0          | 0          |
| 大室浜   | 4        | 3        | 7        | 4        | 18         | 22         | 82%          | 13     | 6.6%   | 0    | 6    | 19         | 198        |
| 小泊浜   | 0        | 0        | 3        | 2        | 5          | 7          | 71%          | 2      | 3.3%   | 0    | 4    | 6          | 60         |
| 長塩谷浜 | 0        | 0        | 2        | 4        | 6          | 12         | 50%          | 1      | 1.2%   | 0    | 0    | 1          | 82         |
| 小滝浜   | 0        | 0        | 0        | 0        | 0          | 17         | 0%           | 1      | 0.72%  | 0    | 0    | 1          | 138        |
| 月浜     | 0        | 0        | 4        | 4        | 8          | 43         | 19%          | 0      | 0%     | 0    | 0    | 0          | 310        |
| 立神浜   | 0        | 0        | 1        | 4        | 5          | 13         | 38%          | 0      | 0%     | 0    | 0    | 0          | 115        |
| 白浜     | 0        | 0        | 0        | 5        | 5          | 35         | 14%          | 0      | 0%     | 0    | 0    | 0          | 187        |

昭和三陸地震
1933年（昭和8年）3月3日2時に地震が発生し、三陸沿岸に津波が押し寄せた。大指浜で4.8m、小指浜で4.8m、相川浜で4.8m、小泊浜で4.5m、大室浜で3.0m、小室浜で3.0m、白浜で2.1m、立神浜で2.4m、月浜で2.1mの津波を計測した。流出家屋38軒、全潰3軒、半潰17軒、浸水74軒、死者13名、負傷者8名の被害を出した。
被災後、朝日新聞社の募集にかかる義援金の一部で罹災部落に記念碑を建設することとなり、「地震があったら津波の用心」の標語が彫刻された碑が相川、小泊、小指、小室、立神の五ヶ所に建設された。

### 東日本大震災

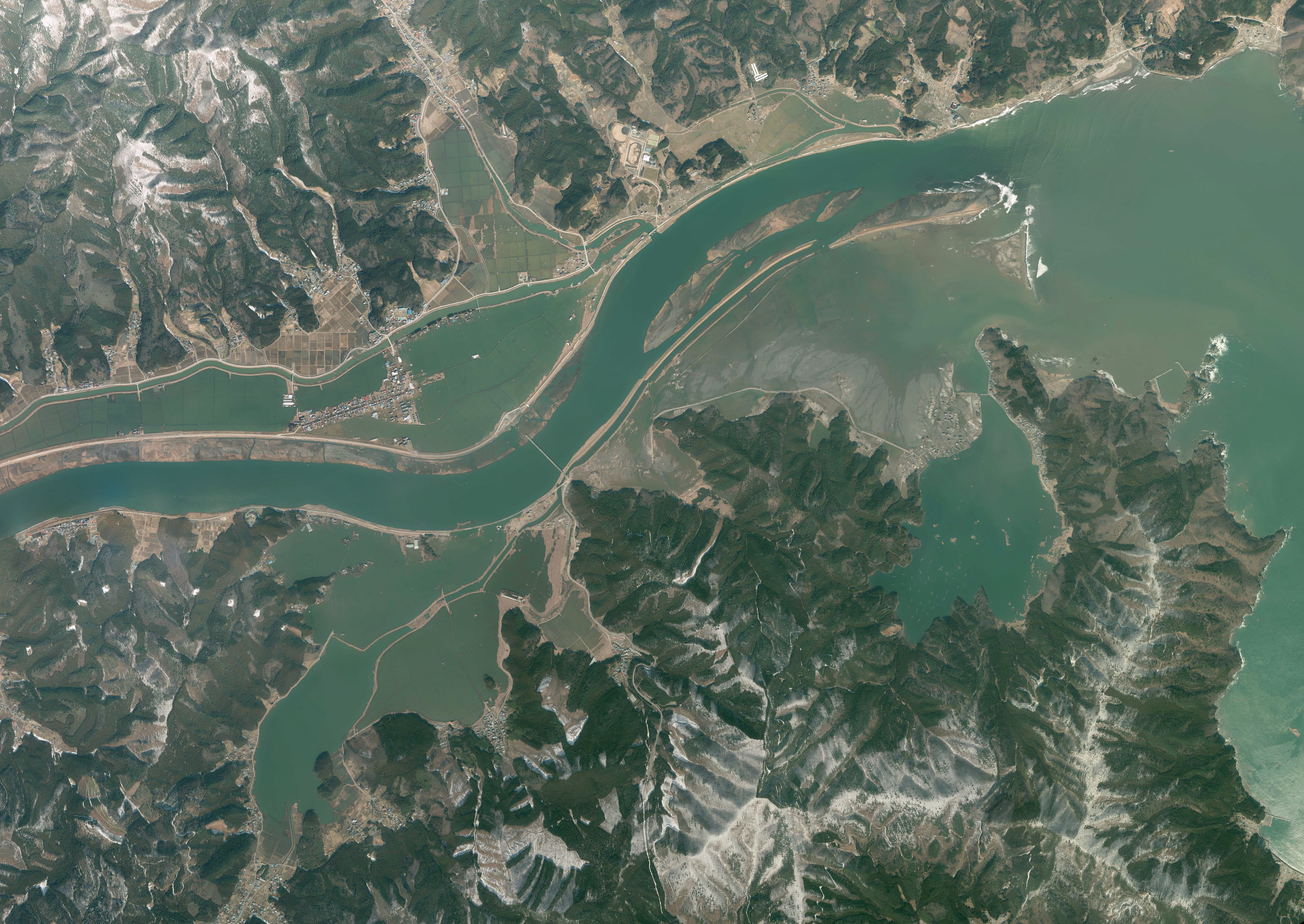
被災8日後に撮影された北上川河口周辺の空中写真。2011年3月19日撮影の10枚を合成作成。
。画面右上部分が概ね北上町十三浜の三ヶ浜地区にあたる。

2011年3月11日14時46分、東北地方太平洋沖地震が発生。月浜に設置されていた国土交通省の計測器によれば、15時25分に水位が急激に上昇し、少なくとも10m以上の波が押し寄せた。三ヶ浜地区では184名が死亡ないし行方不明となり、十ヶ浜地区では52名が死亡ないし行方不明となった。また、庄司らが2015年12月から2016年2月までに実施した調査によると、三ヶ浜地区では96.2%の家屋が被害を受け、十ヶ浜地区では83.0%の家屋が被害を受けたとされる。三ヶ浜と比べて、十ヶ浜地区の家屋の被害割合が少ないのは十ヶ浜地区内の相川において、一部の住民らが1933年の昭和三陸地震被災時に高台へと移転し、被害を受けなかったためである。
相川地区では、55戸流出、8人死亡、6人行方不明の被害を出し、また、内陸へと通じる新相川橋が落ち道路が遮断されていたため、外部から孤立するという事態が起きた家を失った被災者らは2011年4月に開所予定であった相川保育所に身を寄せた。ライフラインについて、水は山からひいたものを、電気は当地で被災した水道業者の持っていた発電機を使用し、また、壊れた漁船から抜き取った燃料を使い、電灯をともした。
十三浜地区内の漁港すべてが損壊、地盤沈下し、宮城県漁協北上町十三浜支所所属の漁船387艘のほとんどが失われた。小滝漁港、大指漁港、小指漁港、相川漁港、大室漁港、白浜漁港は物揚場、 船揚場、防波堤、護岸が流失・破損し、相川港は東西防波堤が全壊した。
河北消防署北上出張所は津波で庁舎が壊滅したため、しばらくの間、機能を河北消防署に移していた。
石巻市役所北上総合支所では、議会対応で幹部職員は当日不在であった。災害対策支部を設置し、訓練どおり安全確認とパトロールなどのため2人一組で計3班を、小学校と保育所の避難誘導でもう1班を出動させた。また、総合支所は2006年に新築されたもので、津波に備え、想定水位5.5mより1m高く造成し、津波の際の避難場所になっていた。そのため、地震発生後、付近の住民らが総合支所に避難してきた。職員らは避難してきた住民らの避難誘導を行い、訓練どおり2階へ誘導していたが、避難誘導が完了した後、総合支所の脇を流れる月浜沢を津波が遡上しはじめ、午後3時30分ごろ、衝撃とともに総合支所1階の腰壁が抜けるような津波が襲来し、建物は全壊、総合支所にいた全員が被災し57名中54名が死亡・行方不明となった。生き残ったのは総合支所職員2人と児童1人の計3名であった。総合支所に押し寄せた津波は、想定水位よりか1m高く造成された総合支所の2階屋根を超える高さまで到達していた。北上総合支所全壊後は、石巻市立北上中学校体育館にて総合支所の事務を執り、3月18日に北上中学校のとなりのサンパーククラブハウスに役所の事務所を移し、5月末には仮庁舎が完成した。
北上公民館は施設全体が津波にのまれ、木造2階建ての建物はほとんどの外壁が流出し柱なども傾斜したため、原形が分からないほどの壊滅状
態となった。災害復旧に当たっては、被災後、施設所在地は災害危険区域に指定され、文部科学省より、原形に復旧することが著しく不適当と判断されたため、現在地に新築移転された。
そのほか、域内にあった石巻市立吉浜小学校や石巻市立相川小学校などが津波に襲われ、水没・全壊した。

### 書籍
- 「角川日本地名大辞典」編纂委員会 編『角川日本地名大辞典』 4 宮城県、角川書店、1979年12月1日。ISBN 4040010302。
- 北上町史編さん委員会 編『北上町史通史編』北上町、2005年3月30日。
- 北上町史編さん委員会 編『北上町史自然生活編』北上町、2004年9月1日。
- 北上町史編纂委員会 編『北上町史北上町百年の概要』宮城県桃生郡北上町、1975年3月。
- 菊地勝之助 編『宮城県地名考』宝文堂出版販売、1972年6月15日。
- 西城戸誠、平川全機 編『生業と地域社会の復興を考える 宮城県石巻市北上町の事例から』 1巻、公人の友社、2015年7月30日。ISBN 978-4-87555-670-1。
- 石巻市役所総務部震災伝承推進室 編『東日本大震災復興記録誌』石巻日日新聞、2024年3月。
- 太宰幸子 編『地名は知っていた上巻』河北新報出版センター、2012年12月31日。ISBN 978-4-87341-285-6。
- 河北地区文化財保護委員会 編『ふるさとの文化財資料第一集』 1巻、河北地区教育委員会、1972年7月。
- 河北地区文化財保護委員会 編『ふるさとの文化財資料第二集』 2巻、河北地区教育委員会、1977年1月。

### 論文
- 重川希志依、田中聡「市町村合併が災害対応にもたらした影響分析―東日本大震災時の石巻市を事例として―」『地域安全学校梗概集』第32巻、地域安全学会、2013年5月。
- 庄司知恵子、西城戸誠「被災地における居住意向の現状と課題― 宮城県石巻市北上地区を対象とした世帯調査より ―」『岩手県立大学社会福祉学部紀要』第19巻、岩手県立大学、2017年3月31日、61-73頁、ISSN 1344-8528。
- 平川新、竹原万雄「江戸時代の漂流記と漂流民 ―漂流年表と漂流記目録―」『東北アジア研究センター叢書』第73号、東北大学東北アジア研究センター、2023年10月13日、1-211頁、doi:10.50974/0002000142、ISBN 9784908203329。